# San Cristóbal, Kantabrien
San Cristóbal är en ort i Spanien.   Den ligger i provinsen Provincia de Cantabria och regionen Kantabrien, i den norra delen av landet, 300 km norr om huvudstaden Madrid. San Cristóbal ligger 204 meter över havet och antalet invånare är 178.
Terrängen runt San Cristóbal är huvudsakligen kuperad. San Cristóbal ligger nere i en dal. Runt San Cristóbal är det ganska glesbefolkat, med 25 invånare per kvadratkilometer. Närmaste större samhälle är Torrelavega, 17,6 km norr om San Cristóbal. Omgivningarna runt San Cristóbal är en mosaik av jordbruksmark och naturlig växtlighet.